# Henryk Zimoń
Henryk Wincenty Zimoń (ur. 4 maja 1940 w Wodzisławiu Śląskim, zm. 16 czerwca 2022 w Grudziądzu) – polski duchowny katolicki, religioznawca, etnolog, werbista; profesor nauk teologicznych, wykładowca w Katolickim Uniwersytecie Lubelskim oraz Misyjnym Seminarium Duchownym Księży Werbistów w Pieniężnie i Nysie; prowadził badania etnologiczne i religioznawcze w Tanzanii (1968) i Ghanie (1984–85 i 1990–91).

## Życiorys
Był synem Wincentego Zimonia i Elżbiety z domu Penkała. W latach 1947–1954 uczęszczał do Szkoły Podstawowej w Wodzisławiu Śląskim i w Wilchwach. Egzamin maturalny zdał w 1958 w I Liceum Ogólnokształcącym im. Pułku Powstańców Śląskich w Wodzisławiu Śląskim. W latach 1958–1965 odbył studia filozoficzno-teologiczne w Misyjnym Seminarium Duchownym Zgromadzenia Słowa Bożego (SVD) w Pieniężnie, a 26 czerwca 1965 otrzymał święcenia kapłańskie z rąk bpa Tomasza Wilczyńskiego. 
W latach 1965–1973 studiował etnologię, religioznawstwo i indologię na Wydziale Filozoficznym Uniwersytetu Fryburskiego w Szwajcarii. Od maja do listopada 1968 prowadził badania etnologiczne i religioznawcze wśród ludu Bakerebe na wyspie Bukerebe w Tanzanii. 5 lutego 1971 uzyskał tytuł magistra na podstawie pracy pt. Zur Geschichte des Herrscher-Klans Abasiranga auf der Insel Bukerebe (Tanzania) bis 1895 na Uniwersytecie Fryburskim. Od lutego do czerwca 1971 kontynuował studia na Uniwersytecie Londyńskim (School of Oriental and African Studies). 5 lipca 1973 uzyskał stopień doktora na podstawie rozprawy doktorskiej pt. Die Regenriten auf der Insel Bukerebe (Tanzania) na Uniwersytecie Fryburskim. W 1973 podjął pracę na stanowisku starszego asystenta w Katedrze Historii i Etnologii Religii na Wydziale Teologicznym Katolickiego Uniwersytetu Lubelskiego. W latach 1974–1975 prowadził wykłady w Wydziale Teologicznym Akademii Teologii Katolickiej w Warszawie. W 1976 podjął pracę na stanowisku adiunkta w Katedrze Historii i Etnologii Religii na Wydziale Teologicznym KUL. 26 maja 1983 Rada Wydziału Teologicznego Katolickiego Uniwersytetu Lubelskiego nadała mu stopień naukowy doktora habilitowanego teologii w zakresie historii i etnologii religii na podstawie oceny dorobku naukowego i rozprawy habilitacyjnej pt. Wilhelma Schmidta teoria monoteizmu pierwotnego i jej krytyka w wiedeńskiej szkole etnologicznej.
Od lipca 1984 do stycznia 1985 prowadził badania etnologiczne i religioznawcze wśród ludu Konkomba w północno-wschodniej Ghanie. 21 listopada 1985 został kierownikiem Katedry Historii i Etnologii Religii oraz nowo powstałej w październiku 1985 roku specjalizacji religioznawstwa na Wydziale Teologicznym KUL. Od 28 grudnia 1986 do 8 lutego 1987 przebywał w Indiach (udział w ośmiodniowej konferencji naukowej w Punie na temat roli antropologii kulturowej w procesie inkulturacji oraz zapoznanie się z ośrodkami religijnymi i kulturalnymi środkowych i północnych Indii). Od 21 sierpnia 1987 do 11 lutego 1988 prowadził wykłady w j. angielskim w międzyzakonnej Katolickiej Akademii Teologicznej w Chicago. Od 1 września 1990 do 31 sierpnia 1991 prowadził drugie badania etnologiczne i religioznawcze wśród ludu Konkomba w Ghanie. 1 marca 1992 otrzymał stanowisko profesora nadzwyczajnego Katolickiego Uniwersytetu Lubelskiego. W latach 1993–1994 prowadził wykłady nt. „Religie Afryki" na Wydziale Filozofii i Socjologii Uniwersytetu Marii-Curie Skłodowskiej w Lublinie. 21 kwietnia 1994 otrzymał tytuł naukowy profesora nauk teologicznych na podstawie dorobku naukowego i rozprawy pt. Afrykańskie rytuały agrarne na przykładzie ludu Konkomba. W latach 1999–2000 był nauczycielem akademickim Wydziału Teologii Uniwersytetu Warmińsko-Mazurskiego. 1 lutego 2000 otrzymał stanowisko profesora zwyczajnego Katolickiego Uniwersytetu Lubelskiego. W 2003 prowadził wykłady dla studentów specjalizacji religioznawstwa na Wydziale Teologicznym Katolickiego Uniwersytetu Leuven w Belgii.
Współpracował z Redakcją Encyklopedii Katolickiej oraz należał do Rady Naukowej. Był odpowiedzialny za działy religioznawstwo i etnologia. Jest pierwszym redaktorem serii "Studia Religiologiczne", wydawanej przez TN KUL. Należał do kilku organizacji i towarzystw naukowych: Międzynarodowy Instytut Anthropos (1975), Komitet Nauk Etnologicznych PAN (1991), Polskie Towarzystwo Ludoznawcze (1976), Towarzystwo Naukowe KUL (1979), Polskie Towarzystwo Afrykanistyczne (1990), Lubelskie Towarzystwo Naukowe (1995), Polskie Towarzystwo Religioznawcze (2005), Stowarzyszenie Teologów Fundamentalnych w Polsce (2005).

## Odznaczenia
W 1985 otrzymał  od Ministra Kultury i Sztuki odznakę "Zasłużony Działacz Kultury". 6 listopada 2006 z rąk Prezydenta Rzeczypospolitej Polskiej Lecha Kaczyńskiego został odznaczony Złotym Krzyżem Zasługi. W 2016 odznaczony został Złotym Dyplomem Wydziału Teologii w dowód uznania za jego bogaty dorobek naukowy, badawczy i dydaktyczny oraz wieloletnią, owocną współpracę z ośrodkami naukowo-badawczymi w kraju i za granicą, prowadzoną w duchu dialogu międzykulturowego i międzyreligijnego.

## Wybrane publikacje
- Działalność Instytutu Anthropos w dziedzinie lingwistyki, etnologii i religioznawstwa (1980)
- Teoria Wilhelma Schmidta i jej krytyka w wiedeńskiej szkole etnologicznej (1989)
- Monoteizm pierwotny (1989, wyd. poprawione 2001)
- Afrykańskie rytuały na przykładzie ludu Konkomba (1992)